# П-44Т

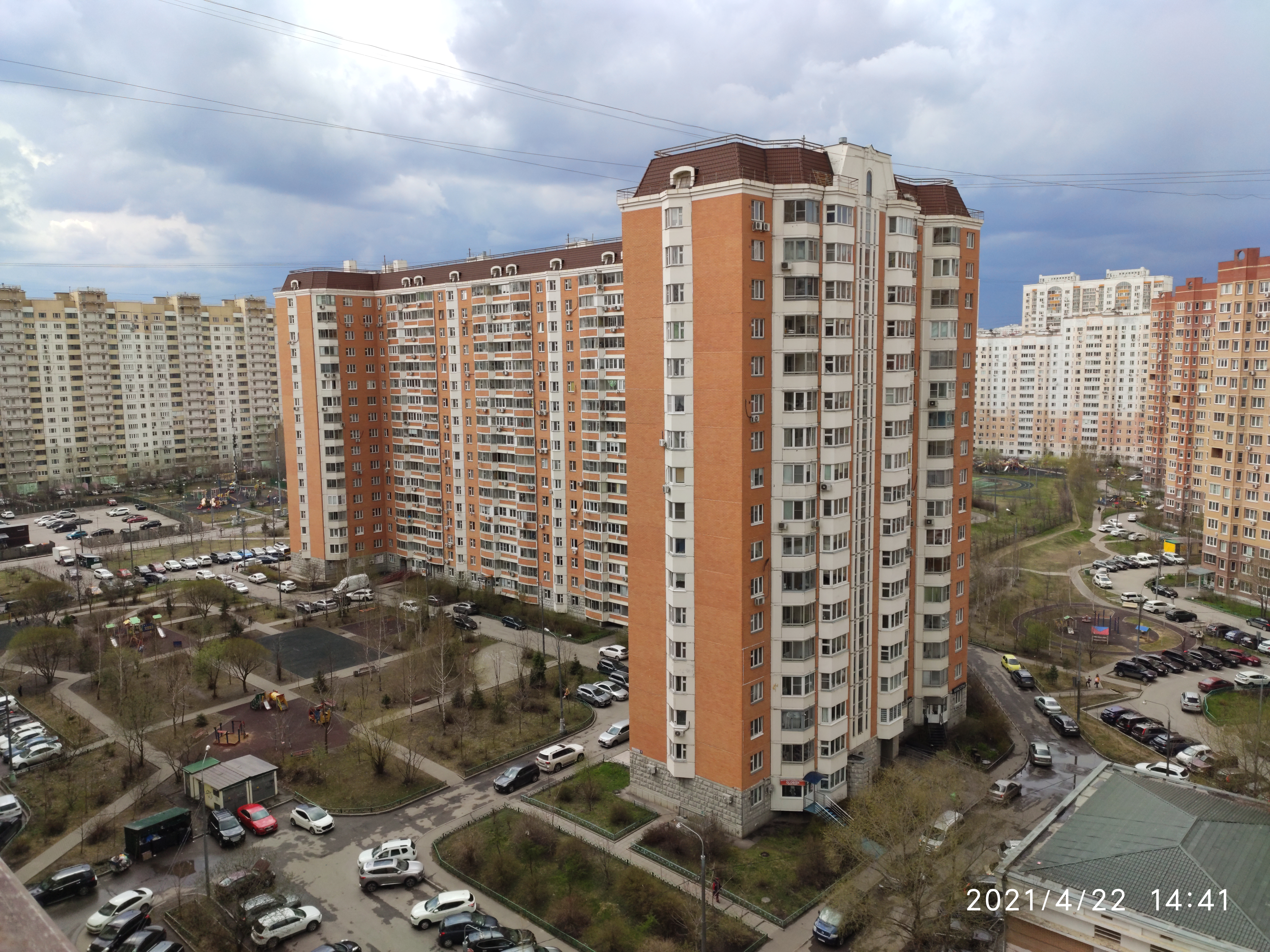
П-44Т в Красногорске

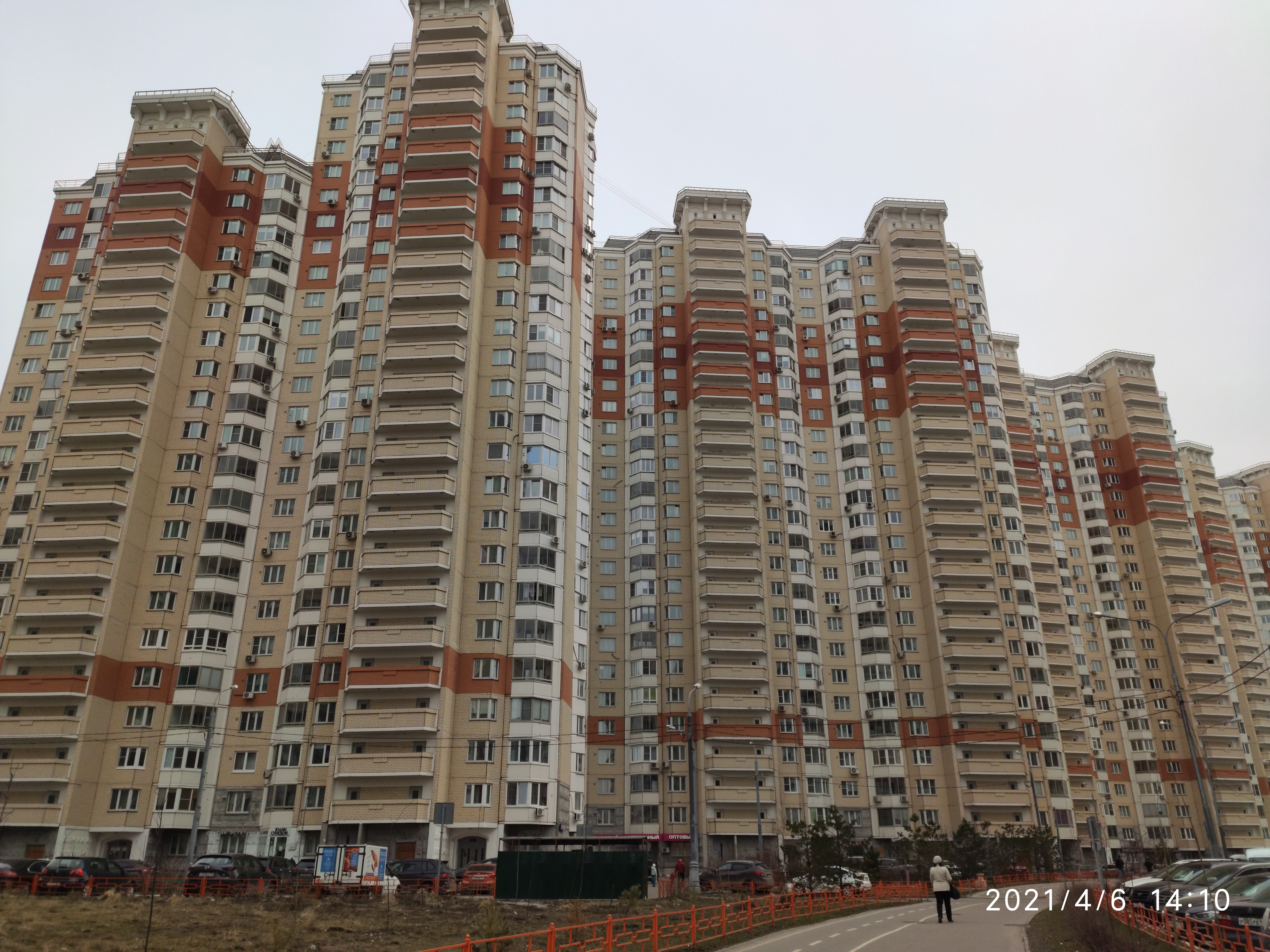
Дома П-44Т-25 в Павшинской Пойме города Красногорска

П-44Т — одна из панельных типовых серий жилых домов из изолированных блок-секций, разработанная проектным институтом МНИИТЭП. Годы строительства — с 1997 по 2019.
Серия широко распространена в Москве, Подмосковье. Два дома этой серии построены в Мурманске.

## Описание
Дом П-44Т является дальнейшим развитием серии-предшественника П-44. Отличается повышенной теплоизоляцией наружных навесных панелей, более высокими потолками внутри квартир (2,7—2,75 м против 2,64 м), эркерами и полуэркерами на фасаде. Благодаря невысокой стоимости производства и монтажа и при этом довольно комфортным для панельных домов размерам квартир серия получила очень большое распространение и строится по настоящее время.
Отличительной особенностью серии является облицовка наружных навесных панелей с фасадной стороны плиткой «под кирпич», из-за чего многие по ошибке относят этот дом к кирпичным зданиям, что в корне неверно. Большинство бетонных панелей — гладкие или минимально неровные, что уменьшает затраты на внутреннюю отделку по сравнению с другими панельными домами.
К достоинствам серии П-44Т можно отнести повышенную звукоизоляцию наружных ограждающих панелей, наличие отопительных приборов с регуляторами, медной электропроводки и предусмотренную проектом современную систему безопасности: реагирование на открытие дверей подвала, электрощитовой, чердака, шахты лифта; оповещение о затоплении или пожаре.
К недостаткам серии можно отнести общие проблемы всех панельных домов: большое количество несущих стен внутри квартиры, что не позволяет как-либо существенно менять их планировку при ремонте. Усадка дома сопровождается трещинами по стыкам панелей. Разгерметизация стыков наружных панелей при долгосрочной эксплуатации (хотя срок нормативной эксплуатации — 100 лет), особенно при некачественном монтаже. Внутриквартирная проводка в домах П-44Т часто бывает выполнена медным проводом сечением 1,5 мм2, что согласно требованиям ПУЭ, недостаточно для подключения современных электроприборов (требуется сечение 2,5 мм2).

## Возможности перепланировки
Возможности перепланировки в доме данного типа очень серьёзно ограничены. Почти все стены являются несущими. Разработчик серии (МНИИТЭП) запретил делать проёмы в несущих стенах таких домов после 2007 года постройки, объяснив это тем, что они спроектированы с защитой от прогрессивного разрушения, которая нарушается при устройстве непроектных проёмов в несущих стенах.
Однако сохраняются следующие возможности допустимой перепланировки без пагубного влияния на несущие конструкции:
- В трёхкомнатных квартирах перегородка между большой комнатой и коридором является ненесущей (в отличие от серии П-3).
- Сантехблок выполнен из гипса и может быть демонтирован и/или видоизменён.
- В домах после 2007 года постройки в несущих панелях между кухней и комнатой в части квартир предусмотрена специальная ниша для выполнения дверного проёма («вафля»), которую можно демонтировать.

Дискуссионным вопросом является возможность присоединения лоджий к жилой площади без потери несущей способности.

## Основные характеристики
| Количество секций (подъездов) | 1—8 |
| Этажность                     | 9—25 |
| Высота потолков               | 2,70—2,75 м                                                                                                |
| Лифты                         | пассажирский и грузопассажирский, в 20—25-этажных секциях (подъездах) — 2 грузопассажирских и пассажирский |
| Балконы (лоджии)              | во всех квартирах                                                                                          |
| Количество квартир на этаже   | 4 |
| Годы строительства            | 1997-2019                                                                                                  |

## Площади квартир
| Комнатность          | Общая, м² | Жилая, м² | Кухня, м² |
| 1-комнатная квартира | 37-39     | 19        | 7-9       |
| 2-комнатная квартира | 51-61     | 30-34     | 8-13      |
| 3-комнатная квартира | 70-84     | 44-54     | 10-13     |

## Строительные конструкции
| Санузлы                                    | в однокомнатных квартирах — совмещённые, в двух- и трёхкомнатных квартирах — раздельные |
| Лестницы                                   | Незадымляемые сборные железобетонные |
| Мусоропровод                               | Мусоропровод с загрузочным клапаном на каждом этаже |
| Вентиляция                                 | Естественная вытяжная на кухне и в санузле |
| Наружные стены                             | Трёхслойные навесные панели с утеплителем из пенополистирола и с теплоотражающей металлизированной плёнкой внутри утеплителя, общая толщина 30 см; с фасадной стороны облицованы плиткой «под кирпич», начиная с второго этажа. |
| Внутренние стены                           | Сборные железобетонные панели толщиной 16 см и 18 см |
| Межкомнатные перегородки                   | Встречаются из многих материалов: пазогребневые или пенобетонные блоки, гипсокартонные листы по металлокаркасу, гипсобетонные прокатные панели и т. д., общая толщина 8 см                                                      |
| Междуэтажные перекрытия                    | Крупноразмерные (на комнату) железобетонные беспустотные плиты толщиной 14 см |
| Несущие межкомнатные и межквартирные стены | Железобетонные панели толщиной 16 и 18 см |
| Тип кровли                                 | Плоскоскатная или скатная черепичная производства BRAAS ДСК-1 |

## Примечание
1. ↑  Мурманск, проект П44Т (проекты: П44Т-1/25Н1, П44Т-1-6/17Н1, П44Т-1/17, П44Т-1/17Н1, П44Т-4/17, П44Т-1/14М, П44Т-1/14Н1М, П44Т-4/14М, П44К-1/17Н1, П44К-1/17, П44Т-1/23Н1, П44Т-... Дата обращения: 27 апреля 2020. Архивировано 31 августа 2019 года.
2. ↑  Кабель какого сечения прокладывают к розеткам? Дата обращения: 7 декабря 2021. Архивировано 7 декабря 2021 года.
3. ↑  Перепланировка квартиры в панельном доме. Все требования. Дата обращения: 3 июня 2022. Архивировано 28 января 2020 года.